# Alois Singer
Heinrich Alois Singer (* 5. Oktober 1769 in Luzern; † 19. Mai 1841 ebenda, heimatberechtigt in Luzern) war ein Schweizer Politiker (liberal).

## Biografie
Alois Singer stammte aus der berühmten Tiroler Baumeisterfamilie Singer und kam als Sohn des Johann Anton Singer und der Anna-Maria Singer, geborene Henseler, zur Welt. Singer besuchte das Gymnasium in Luzern. Anschliessend arbeitete er als Stadttrompeter, Gemeindebeamter und von 1799 bis 1809 als Distrikteinnehmer. Er war ausserdem Komissär zur Erhebung des Zehnten und danach von 1811 bis 1814 Chef des Landjägerkorps im Range eines Hauptmanns. Alois Singer arbeitete ab 1814 als Jurist (Rechtsanwalt). Von 1816 bis 1829 war er Kantonsfürsprech (Notar). Er amtete als Gerichts- und Amtsstatthalter und war von 1831 bis 1838 Appellationsrichter.
Seine politische Karriere auf kantonaler Ebene war einerseits die Mitgliedschaft im Luzerner Grossen Rat (heute Kantonsrat), dem er von 1828 bis 1841 angehörte. Als Jurist übte er zudem zahlreiche Ämter aus. Unter anderem war er 1831 Verfassungsrat. 
Auf kommunaler Ebene begann seine politische Karriere mit der Wahl in den Luzerner Stadtrat (Stadtregierung) im Jahr 1832. Bereits 1836 wurde er auch zum Stadtpräsidenten von Luzern gewählt. Ab 1832 war er zudem Grosser Armen- und Waisenrat. 
Alois Singer war mit Antonia Scherenberg verheiratet. Der 1831 wegen Schwiegermuttermords hingerichtete Ludwig Singer war ein Verwandter von Alois Singer. 1840/1841 war er Regierungsrat.